# كيث ماسون
كيث ماسون (بالإنجليزية: Keith Mason)‏ (و. 1951 – م) هو عالم فلك